# Birkenfeld (Renania-Palatinato)
Birkenfeld è una città di 6 770 abitanti della Renania-Palatinato, in Germania.
È capoluogo del circondario (Landkreis) omonimo (targa BIR) e della comunità amministrativa (Verbandsgemeinde) omonima.